# Анжеліка Бєлова
Анжеліка Бєлова (нар. 2 липня 1995, Запоріжжя) — українська громадська активістка ромського походження, правозахисниця та феміністка. Засновниця та президентка ГО «Голос Ромні», регіональна представниця Українського Жіночого Конгресу. Членкиня Консультативного органу фонду EVZ.

## Біографія
Народилася і виросла в Запоріжжі в змішаній родині. Ромська частина родини Анжеліки належить до сервіцької етнічної групи ромів. Прапрабатьки Анжеліки — Падченко Григорій Дмитрійович та Падченко Марія Андріївна, були кочовими ромами та осіли в 1908 році в селищі Комишуваха Запорізької області, а згодом купили будинок в м. Запоріжжя, мали 5 дітей. Прадід Падченко Андрій Григорович (1907–1985) працював в Національному Колгоспі ромен ім. Димитрова. Під час Другої світової війни заготовляв коней для армії. Коли Запоріжжя було окуповано німцями, родина піддалася переслідуванням за етнічною ознакою та була вимушена ховатися.
Бабуся Анжеліки — Сємак Марія Андріївна (1938 р. нар.) — ромська лідерка, інженерка, яка понад 50 років працювала в бюро технічної інвентаризації в Запоріжжі та допомагала ромській громаді з оформленням документів на земельні ділянки.

## Карʼєра
З 2015 року після отримання гранту від Ромського освітнього фонду для продовження навчання Анжеліка Бєлова займається ромським активізмом. Спочатку вона працювала виконавчою директоркою у місцевій ромській організації, де реалізувала понад 20 проєктів, спрямованих на покращення доступу до освіти, працевлаштування та юридичних послуг для ромів. 
У 2019 році вона постраждала від спроби феміциду (вбивства жінок на ґрунті ненависті до них), коли на неї напав чоловік з ножем в під'їзді її дому. Поліція Запорізької області з'ясувала, що вона стала постраждалою вій дій маніяка, який нападав і на інших жінок.
У 2020 році Анжеліка Бєлова заснувала ромську жіночу організацію «Обʼєднання ромських жінок «Голос Ромні»» та стала регіональною представницею Українського Жіночого Конгресу, активно просуваючи гендерну рівність і захист прав жінок та дівчат в Україні.
Членкиня Консультативного органу фонду EVZ та Міжвідомчої робочої групи з питань координації виконання Стратегії сприяння реалізації прав і можливостей осіб, які належать до ромської національної меншини, в українському суспільстві на період до 2030 року при ДЕСС.
Є випускницею програми Посольства США IVLP.

## Громадська діяльність
Бєлова працює в 5 областях України (у Київській, Закарпатській, а також у трьох прифронтових — Запорізькій, Харківській і Дніпропетровській). Основні напрямки діяльності: гуманітарне реагування, посилення економічної спроможності ромських жінок і жінок із інших вразливих груп, дошкільна та позашкільна освіта для дітей; займається розвитком лідерства та адвокацією прав ромських жінок і ромської громади на міжнародному, національному та місцевому рівнях. Наскрізний пріоритет — превенція та протидія насильству проти жінок, промоція гендерної рівності в ромських громадах.
З 2020 року Бєлова реалізувала проєкти економічного розвитку ромських та внутрішньо переміщених жінок, понад 300 жінок здобули професію та знайшли роботу.
У 2022 році після початку повномасштабного російського вторгнення в Україну Анжеліка Бєлова продовжує координувати роботу своєї організації, спрямовану на надання гуманітарної допомоги ромам і ромкам у південно-східній Україні (Запорізька, Дніпропетровська, Харківська області) та західних регіонах (Закарпатська область). З початку повномасштабної війни у «Голосі Ромні» забезпечили підтримку для понад 105 000 представників і представниць ромської спільноти та інших вразливих груп. Наразі організація має 4 регіональні офіси: у Запоріжжі, Харкові, Кривому Розі та Ужгороді, у планах — відкриття представництва у Києві.
Також «Голос Ромні» реалізує освітні проєкти для навчання ромських дітей, створює програми дошкільної та позашкільної освіти, психологічної підтримки. Організація розвиває мережу ромських ініціатив, підтримує активістів та активісток із ромської спільноти, допомагає їм отримувати знання з управління проєктами, фандрайзингу, прав людини тощо, а також реалізовувати соціально значущі ініціативи для громади.
Анжеліка Бєлова відстоює права ромської громади в Україні та ромських біженців на міжнародному рівні. Вона бере участь у таких заходах, як Форуми ООН з питань національних меншин, Діалоги Ради Європи з ромським громадянським суспільством, Український Жіночий Конгрес, Ісландський жіночий конгрес, Форум з феміністичної зовнішньої політики в Нідерландах, Комісія ООН зі становища жінок у Нью-Йорку, Конференція з відновлення України в Берліні, Саміт Коаліції жінок-лідерок за Майбутнє України у Варшаві тощо.
Бєлова разом із командою «Голос Ромні» провела унікальне не тільки для України, а й Європи дослідження гендерних практик та досвіду насильства проти жінок у ромській громаді «Ідентичність, гендерні аспекти та традиції», яке свідчить про необхідність системного підходу в запобіганні насильству та підтримці постраждалих. Також ініціювала та провела комплексне дослідження «Становище ромських громад під час війни в Україні», де виокремлено рекомендації, виконання яких вимагає скоординованих зусиль держструктур, громадських організацій та міжнародних партнерів.
З ініціативи Анжеліки Бєлової у 2025 році в Києві пройшов перший «Національний форум з реалізації Ромської Стратегії. Цінуючи різноманіття». Серед учасників та учасниць форуму — посли та дипломати, представники влади, ромські активісти та активістки, представники та представниці громадських та благодійних організацій. Відкрила форум віцеспікерка ВРУ Олена Кондратюк. За результатами обговорень у перший день Форуму та плідних напрацювань робочих груп у другий день створено спільну резолюцію, яка містить рекомендації для влади, міжнародних партнерів та організацій громадянського суспільства щодо підвищення ефективності реалізації Ромської Стратегії та забезпечення її відповідності викликам воєнного періоду і перспективам повоєнної відбудови України. Надалі триватиме глибинна робота у регіонах, передбачені загальнонаціональна координація діяльності робочих груп і щорічні національні зустрічі.